# José Antonio Rodríguez Salas
José Antonio Rodríguez Salas   (Beas de Granada, 20 d'octubre de 1965) és un polític espanyol del PSOE d'Andalusia (PSOE-A). És l'actual alcalde de Jun (Granada) des del 2005.

## Carrera política
Fou tinent d'alcalde de Jun, un poble de tan sols 3.700 habitants, des del 1991 fins al 2005, quan el Ple l'elegí alcalde en substitució d'Antonio Rodríguez Ruiz, essent confirmat en el càrrec després de guanyar les eleccions municipals dels anys 2007, 2011 i 2015 per majoria absoluta. Entre 2006 i 2007 també fou diputat provincial.
El 2013 fou candidat a primer secretari del PSOE-A a les primeres eleccions primàries que feia aquest partit, i que va guanyar Susana Díaz.
En la crisi del Partit Socialista, motivada per la defenestració de Pedro Sánchez pels partidaris de permetre la continuïtat del govern del PP, Rodríguez va encapçalar una campanya de recollida de signatures per tal de forçar la convocatòria d'un Congrés Federal que retornés la direcció del partit al conjunt dels seus militants.

## Twitter Town Project
Com a alcalde d'un municipi que el 1998 va declarar dret universal l'accés a Internet i que el 2001 va celebrar per primera vegada al món una sessió plenària interactiva, actualment està col·laborant amb el Laboratori de Mecanismes Socials del Massachusetts Institute of Technology (MIT), en un ambiciós projecte que estudia l'administració oberta de l'Ajuntament de Jun per mitjà de la xarxa social Twitter i el programari lliure. L'últim èxit d'aquesta iniciativa és l'exportació del model, anomenat Twitter Town Project, a diverses ciutats de Nord-amèrica. La visibilitat mútua entre administradors i administrats és possible pel que Rodríguez Salas anomena la "Societat del Minut": els ciutadans plantegen a polítics i funcionaris locals qüestions directes i n'esperen respostes ràpides.